# Arachis monticola
Arachis monticola es una especie de planta floral del género Arachis, categorizada en la tribu Dalbergieae, de la subfamilia Faboideae.

## Distribución
Especie nativa de América del Sur: Argentina. Crece en el bioma subtropical.

## Taxonomía
Fue descrita por Krapov. & Rigoni.
Tratamiento taxonómico
La especie aparece registrada y publicada en Darwiniana 11: 441 (1958).